# A Nemzetek Szövetsége Egyezségokmánya
A Nemzetek Szövetsége Egyezségokmánya az 1920-ban létrehozott nemzetközi szervezet működését lefektető alapdokumentum volt.
A dokumentum 1920. január 10-én lépett életbe és 1946. április 20-án vesztette hatályát, miután az előző napon a Genfben tartott közgyűlés a Szövetség feloszlatásáról döntött. A Szövetség felszámolása, funkcióinak és vagyonának átadása az ENSZ-nek  ezután még több, mint egy évig folyt, így hivatalosan a Szövetség 1947. július 31-én szűnt meg végleg.

## Létrehozása
A Nemzetek Szövetsége (vagy Népszövetség) létrehozásáról már az első világháború közben születtek kéziratok. Egy James Bryce vikomt és G. Lowes Dickinson vezette munkacsoport az 1915-ben alapított Brit Nemzetek Szövetsége Társaság (British League of Nations Society) számára dolgozott ki javaslatokat. Egy másik munkacsoportnak, amely Hamilton Holt ésWilliam B. Howland részvételével az Egyesült Államokban működött, saját elképzelései voltak. Ezt a tervet jórészt támogatta a William Howard Taft volt amerikai elnök vezette , szintén 1915-ben alapított Békeérvényesítő Liga (League to Enforce Peace). Robert Cecil vikomt 1916 decemberében vetette fel, hogy a jövőbeli Nemzetek Szövetsége egyezségokmányának kidolgozására bizottságot kellene létrehozni. A britek végül 1918 januárjában állítottak fel erre a célra egy bizottságot, amelyet Walter Phillimore vezetett (és ezért Phillimore-bizottság néven vált ismertté), és részt vett benne Eyre Crowe, William Tyrrell báró és Cecil Hurst. Thomas Woodrow Wilson amerikai elnök azonban nem volt elégedett a Phillimore-bizottság munkájával, és végül barátja, House ezredes segítségével három saját változatot is készíttetett az egyezségokmányra.
Az 1919-es versailles-i békekonferencián bizottságot neveztek ki az egyezségokmány megszövegezésére. Ennek elnöke Woodrow Wilson volt, House ezredes képviselte benne az Egyesült Államokat, Robert Cecil és Jan Smuts a Brit Birodalmat, Léon Bourgeois és Ferdinand Larnaude Franciaországot, Vittorio Emanuele Orlando miniszterelnök és Vittorio Scialoja Olaszországot, Makino Nobuaki külügyminiszter és Chinda Sutemi Japánt, Paul Hymans Belgiumot, Epitácio Pessoa Brazíliát, Wellington Koo Kínát, Jayme Batalha Reis Portugáliát és Milenko Radomar Vesnitch Szerbiát. Később Csehország, Görögország, Lengyelország és Románia képviselői is csatlakoztak. Hurst és Wildon tanácsadója, David Hunter Miller előzetes szövegjavaslatot készítettek. 1919 első négy hónapjában a bizottság tíz alkalommal tartott ülést. Számos ellenvetés merült fel több ország részéről is. A franciák például nemzetközi hadsereget hoztak volna létre a leendő Szövetség határozatainak a betartatására. A britek azonban attól tartottak, hogy ebben a hadseregben a franciák dominálnának, az amerikaiak esetében pedig az volt az akadály, hogy háború indításához náluk kongresszusi hozzájárulás szükséges. Japán azt kérte, hogy a dokumentum tartalmazzon egy klauzulát a faji egyenlőségről, a vallási egyenlőségről szóló, már benne szereplő elvhez hasonlóan. Ennek jelentős ellenzéke volt, különösen az amerikai közvéleményben. Wilson egyszerűen figyelme kívül hagyta a kérdést.
Wilson távollétében újra felmerült a nemzetközi egyenlőség kérdése. Szavazást rendeztek egy javaslatról, amely "a nemzetek egyenlőségét és a polgáraikkal való igazságos bánásmódot" támogatta, és a 19 küldöttből 11 megszavazta. Mikor Wilson visszatért, azt közölte, hogy a többségi döntés "komoly ellenvetések" miatt érvénytelen. Végül 1919. április 11-én elfogadták a kiigazított Hurst-Miller javaslatot, anélkül, hogy teljesen tisztáztak volna bizonyos kérdéseket, mint a nemzeti és faji egyenlőség ügyét, illetve azt, hogyan érvényesítheti a Szövetség a megbizatásait.
Az új Szövetségben közgyűlés képviselte a tagállamokat. A Végrehajtó Tanácsban a nagyhatalmak vettek részt, és volt egy állandó titkárság. A tagoktól elvárták, hogy tartsák tiszteletben, és az agresszióval szemben védjék meg egymás területi integritását, és fegyverezzék le magukat "a belföldi biztonsághoz szükséges minimális szintig". Hadbalépés előtt a tagoknak a szabályok szerint közvetítést vagy kivizsgálást kellett kérniük. A vitás kérdések eldöntésére a Végrehajtó Tanácsnak Állandó Nemzetközi Igazságszolgáltatási Bíróságot kellett létrehoznia.
Az egyezségokmány 1920. január 10-én lépett életbe. A 4., 6., 12., 13. és 15. cikkelyeket 1924-ben módosították. Több része megfelel az ENSZ-Alapokmány bizonyos részeinek.

## A X. cikkely
Az Egyezségokmány X. cikkelye azt a kötelezettséget mondja ki, hogy a külső agresszióval sújtott tagnak a segítségére kell sietni. Az antanthatalmak – az Egyesült Királyság és Franciaország – egyetértett ezzel, az Egyesült Államokban azonban olyan ellenkezést szült, hogy Wilson nem is tudta ratifikáltatni az általa létrehozott szövetséghez való csatlakozást. A Népszövetség létrehozásáról szóló javaslatát Wilsonnak sikerült belefoglaltatnia a versailles-i békeszerződés végső változatába, az amerikai szenátus azonban megtagadta a Szerződés ratifikálásához való hozzájárulást. A szenátus sok republikánus tagjának a X. cikkellyel volt a legnagyobb problémája. A ratifikálás ugyanis azt jelentette volna, hogy ezzel az Egyesült Államoknak nemzetközi szerződés alapján kötelezettsége keletkezik megvédeni a Nemzetek Szövetsége bármely tagját, amelyet támadás ér. A szenátusban a massachusettsi Henry Cabot Lodge és a connecticuti Frank B. Brandegee vezette a ratifikálás ellenzékét, azzal érvelve, hogy legjobb, ha az ország nem keveredik nemzetközi konfliktusokba. Az Egyezségokmányhoz így az Egyesült Államok nem csatlakozott, mivel az amerikai alkotmány szerint az elnök csak akkor ratifikálhat egy egyezményt, ha a szenátus kétharmados többséggel erre felhatalmazza.

## Fordítás
Ez a szócikk részben vagy egészben  a   Covenant of the League of Nations című angol Wikipédia-szócikk ezen változatának fordításán alapul.  Az eredeti cikk szerkesztőit annak laptörténete sorolja fel. Ez a jelzés csupán a megfogalmazás eredetét és a szerzői jogokat jelzi, nem szolgál a cikkben szereplő információk forrásmegjelöléseként.

## Külső hivatkozások
- The Covenant of the League of Nations from the Yale Avalon Project
- Primary Documents: Covenant of the League of Nations, 1919–24 from FirstWorldWar.com